# Marcelo Ramos
Marcelo Silva Ramos (* 25. Juni 1973 in Salvador, Bahia) ist ein ehemaliger brasilianischer Fußballspieler. Er gewann in seiner Karriere verschiedene nationale sowie internationale Meisterschaften. Marcelo spielte für verschiedene Topvereine Brasiliens und auch in den Niederlanden, Japan und Kolumbien. Hauptsächlich trat er für den Cruzeiro EC aus Belo Horizonte an, zu dem er mehrmals wechselte.

## Erfolge
Bahia
- Staatsmeisterschaft von Bahia: 1991, 1993, 1994

Cruzeiro
- Staatsmeisterschaft von Minas Gerais: 1996, 1997, 1998, 2003
- Copa do Brasil: 1996, 2003
- Copa Libertadores: 1997
- Copa Ouro: 1995
- Copa Master da Supercopa: 1995
- Recopa Sudamericana: 1998
- Copa Centro-Oeste: 1999
- Copa dos Campeões Mineiros: 1999
- Supercampeonato Mineiro: 2002
- Copa Sul-Minas: 2001, 2002
- Campeonato Brasileiro de Futebol: 2003 (Spiele bestritten, am Ende der Saison aber nicht mehr im Verein)

PSV
- Niederländischer Meister: 1996/97
- Johan Cruijff Schaal (1996, 1997)

Atlético Nacional
- Kolumbianischer Meister: 2005

Vitória
- Staatsmeisterschaft von Bahia: 2005

Madureira
- Troféu Carlos Alberto Torres: 2011

## Torschützenkönig
Bahia
- Staatsmeisterschaft von Bahia: 1993 (22 Tore)

Cruzeiro
- Staatsmeisterschaft von Minas Gerais: 1996 (23 Tore)

Santa Cruz
- Staatsmeisterschaft von Pernambuco: 2007 (15 Tore), 2009 (19 Tore)